# Ник Ривер (Аљаска)
Ник Ривер (енгл. Knik River) насељено је место без административног статуса у америчкој савезној држави Аљаска.

## Демографија
По попису из 2010. године број становника је 744, што је 162 (27,8%) становника више него 2000. године.
| Група             | 2000.       | 2010.       |
| Белци             | 497 (85,4%) | 648 (87,1%) |
| Афроамериканци    | 1 (0,2%)    | 10 (1,3%)   |
| Азијати           | 0 (0,0%)    | 9 (1,2%)    |
| Хиспаноамериканци | 15 (2,6%)   | 23 (3,1%)   |
| Укупно            | 582         | 744         |